# Víctor Hugo (artista)
Víctor Hugo, nacido como Víctor Rojas, (1948–1994)  fue un artista y escaparatista estadounidense de origen venezolano, que saltó a la fama tras convertirse en pareja del diseñador Halston.

## Biografía
Robb Hernández escribió en 2019 que Hugo nació en el momento de un golpe de Estado militar en Caracas, en 1948, y emigró con su madre a la ciudad de Nueva York alrededor de 1973.

### Halston y Andy Warhol
Hugo conoció a Halston por primera vez mientras trabajaba como acompañante para llegar a fin de mes como estudiante.   Cuando su relación pasó de transaccional a romántica, Hugo comenzó a hacer exhibiciones para la tienda de Halston en Madison Avenue y luego se convirtió en uno de los asistentes de Andy Warhol en The Factory, donde, entre otras cosas, trabajó en las pinturas de oxidación del pintor. Se dice que fue el primer escaparatista que incorporó el arte pop en sus diseños. También fue modelo para las series "Torso" y "Sex Parts" de Warhol. De acuerdo con su personalidad enérgica, Hugo fue citado en la revista Interview (abril de 1975): “Quizás me describirías como hastiado, cariño, pero prefiero decir que en la vida no hay absolutamente nada malo. Sólo puedo decir que vivo plenamente las 24 horas del día y no me arrepiento de nada".
Cuando Studio 54 abrió sus puertas en 1977, Halston y Hugo se sumergieron en un estilo de vida hedonista y fiestero. Se llevaron a cabo orgías infundidas con cocaína en la casa de Halston en el Upper East Side y Warhol fotografió los acontecimientos desde la barrera.  En sus memorias, Bob Colacello describió cómo Warhol solía utilizar a Hugo para enemistarse con Halston: “A Andy le encantó cuando Victor aparecía en [Studio] 54 con un suspensorio o en una fiesta de Halston con un vestido de Halston, en ambos casos para gran vergüenza de Halston. ..Víctor me dijo más tarde que Andy en realidad le pagó para hacer estas cosas”. Afirmó además que "Andy veía a Víctor como la fuente perfecta de ideas: alguien con una imaginación fértil que no sabía qué hacer con ella... El propio arte del venezolano no iba a ninguna parte: firmó trampas para ratas y las repartió en fiestas; mojaba patas de gallina en pintura roja y llamaba dibujos a esas huellas". En 1978, el artista y camarógrafo Anton Perich hizo un cortometraje de Hugo destruyendo un cuadro de Warhol como "un sacrificio".
La amistad de Hugo con Warhol provocó una ruptura en la relación de Warhol con su novio de toda la vida, Jed Johnson. "Cuando se inauguró Studio 54, Nueva York estaba en el apogeo de su decadencia y las cosas cambiaron con Andy", le dijo Johnson al biógrafo de Warhol, Victor Bockris. "Nunca me gustó esa escena y sentí que Andy simplemente estaba perdiendo el tiempo. Fue realmente perturbador. Pasaba su tiempo con la gente más ridícula".

### Vida posterior
Su relación intermitente con Halston se disipó después de unos diecisiete años. Como describió Miller (2021), la creciente adicción a las drogas y la naturaleza tempestuosa de Hugo fue un factor que contribuyó a la ruptura de la pareja. Según los informes, Hugo robó las obras de Warhol y las pertenencias de Elsa Peretti para alimentar su adicción a las drogas.  En 1988, a Halston le diagnosticaron VIH y poco después se mudó a San Francisco para estar más cerca de su familia. A pesar de que su relación había terminado, Halston siguió pagando la vivienda y otros gastos de Hugo. Upon their relationship progressing from transactional to romantic, Hugo began doing displays for Halston's Madison Avenue store and later became one of Andy Warhol's assistants at The Factory where among other things he worked on the painter's oxidation paintings. He is said to have been the first window dresser to have incorporated Pop art into his designs. He was also a model for Warhol's "Torso" and "Sex Parts" series. In keeping with his energetic persona, Hugo was quoted in Interview Magazine (April 1975): “Perhaps you would describe me as jaded, darling, but I prefer to say that in living there is absolutely nothing that is bad. I can only say that I live fully 24 hours a day—and I regret nothing". En 1989, Hugo había expresado su descontento con la forma en que lo retrataban en Los diarios de Andy Warhol , amenazando con subastar cualquier pieza de Warhol que tuviera en su poder: "Me siento como el corredor de Central Park ... Me han violado en grupo y me ha golpeado una persona muerta y un grupo de matones que trabajan para él. Es la pieza de literatura pulp más vil y repugnante que he leído..."  Poco antes de la muerte de Halston en 1990, se redactó un contrato que exigía que Hugo no impugnará el testamento de Halston ni causará ninguna vergüenza al patrimonio.  Como señaló Stein (2021), Hugo había firmado un acuerdo de confidencialidad en 1985 para no hablar públicamente sobre su relación con Halston a cambio de una gran suma monetaria y algunas piezas de Warhol. Bob Halston dejó fuera a Hugo de la propiedad de Halston en Nueva York después de enterarse de que Hugo se había mudado nuevamente y se estaba apoderando de la propiedad personal de Halston.
En 1993 se informó que Hugo estaba trabajando en una autobiografía, aunque el proyecto nunca llegó a buen término. En su libro de 1997 The Last Party: Studio 54, Disco and the Culture of the Night, Anthony Haden-Guest escribió cómo el artista Scott Covert se encontró con un Hugo sin hogar en diciembre de 1993 durmiendo en un parque después de quedarse sin dinero para quedarse en el hotel Chelsea. Covert y su compañera residente del Hotel Chelsea, Colleen Weinstein, ayudaron a Hugo, afectado por el cáncer, llevándolo a sus visitas al hospital. Cuando Hugo murió en 1994 por complicaciones relacionadas con el SIDA, Covert y Weinstein no tenían los fondos para enterrarlo y les llevó dos semanas ahorrar suficiente dinero. Lo enterraron el día del cumpleaños de Halston en un cementerio de East Hampton.

## Legado
En septiembre de 2007 se celebró en la Milk Gallery de la ciudad de Nueva York una exposición de maniquíes vestidos por Hugo (de la colección de Warhol). En 2010, Juliana Cairone utilizó a Hugo como inspiración al crear una exhibición para exhibir su ropa Halston a la venta. Hugo apareció en imágenes de archivo sobre su relación con el diseñador en el documental Halston de 2019. Entre los entrevistados se encontraba Sassy Johnson, quien dio la siguiente valoración sobre la relación de Halston con Hugo: "Mi teoría siempre ha sido que Halston venía de una familia alcohólica, que su padre tenía un problema...[y] que Halston recreó su vida familiar con Víctor como la persona disfuncional que constantemente mantiene todo fuera de equilibrio". Gian Franco Rodríguez interpreta a Hugo en la miniserie de televisión de Netflix Halston, producida por Ryan Murphy en 2021. Para prepararse para el papel, Rodríguez llevó a cabo una investigación exhaustiva que incluyó consultar con uno de los amigos de Hugo.